# 라벤더 힐 몹
《라벤더 힐 몹》(The Lavender Hill Mob)은 영국에서 제작된 찰스 크릭톤 감독의 1951년 코미디, 범죄 영화이다. 알렉 기네스 등이 주연으로 출연하였고 마이클 발콘 등이 제작에 참여하였다.

## 출연

### 주연
- 알렉 기네스
- 스탠리 할로웨이
- 시드 제임스

### 조연
- 알피 베스
- 마조리 필딩
- 에디 마틴
- 존 샐류
- 로널드 애덤
- 아서 햄블링
- 깁 맥러플린
- 존 그렉슨
- 클리브 모튼
- 시드니 타플러
- 마리 버크
- 오드리 헵번
- 마이클 트러브쇼우
- 유진 데커스
- 폴 드멜
- 시릴 챔버레인
- 토니 퀸
- 몰트리 켈샐
- 크리스토퍼 휴위트
- 메러디스 에드워즈
- 패트릭 바
- 데이빗 데이비스
- 자크 B. 브루니우스
- 피터 불
- 패트릭 두난
- 아치 던칸
- 프랭크 포시스
- 프레드 그리피스
- 찰스 램
- 안드레아스 말란드리노스
- 아서 뮬라드
- 마리 네이
- 프레더릭 파이퍼
- 로버트 쇼
- 윌리엄 폭스

## 기타
- 협력프로듀서: 마이클 트루먼
- 미술: 윌리엄 켈너
- 의상: 안소니 멘들슨

## 같이 보기
- 하이스트 영화